# 凱文·亨索恩
凱文·亨索恩（英語：Kevin Henthorne，1969年12月9日—），為美國的棒球選手之一，曾經效力於中華職棒中信鯨隊及誠泰太陽隊，於中信鯨時期登錄名為郝有力，2003年回鍋中華職棒效力於誠泰太陽時改登錄名為其Kevin的音譯凱文。

## 經歷
- 美國職棒獨立聯盟San Antonio Tejanos（1994年）
- 美國職棒獨立聯盟Laredo Apaches（1995年）
- 美國職棒獨立聯盟Corpus Christi Barracudas（1995年）
- 美國職棒紐約洋基隊（小聯盟，1996年～1997年）
- 委內瑞拉聯盟Tigres de Aragua（1997年10月～12月）
- 中華職棒和信鯨隊（此時名為：郝有力）（1998年～1999年）
- 墨西哥聯盟Puebla Pericos（2000年）
- 墨西哥聯盟Mexico City Tigres（2000年～2001年）
- 美國職棒獨立聯盟Bridgeport Bluefish（2002年）
- 美國職棒亞利桑那響尾蛇隊（小聯盟，2002年）
- 墨西哥聯盟Puebla Pericos（2002年）
- 美國職棒獨立聯盟Bridgeport Bluefish（2003年）
- 中華職棒誠泰太陽隊（改名：凱文）（2003年）
- 委內瑞拉聯盟Leones del Caracas（2003年12月～200401月）
- 美國職棒獨立聯盟Bridgeport Bluefish（2004年）
- 委內瑞拉聯盟Leones del Caracas（2004年10月～2005年1月）
- 美國職棒獨立聯盟Surprise Fightin' Falcons（2005年）
- 委內瑞拉聯盟Leones del Caracas（2005年10月～2006年）

## 職棒生涯成績

### 中華職棒
- (粗黑體字為該年度最佳或最高成績)

| 年度 | 球隊     | 出賽 | 先發 | 勝投 | 敗投 | 完投 | 完封 | 救援 | 中繼 | 奪三振 | 四死 | 投球局數 | 責失 | 防禦率 |
| ---- | -------- | ---- | ---- | ---- | ---- | ---- | ---- | ---- | ---- | ------ | ---- | -------- | ---- | ------ |
| 1998 | 和信鯨   | 21   | 15   | 12   | 3    | 1    | 0    | 1    | －   | 52     | 30   | 107.2    | 25   | 2.09   |
| 1999 | 和信鯨   | 26   | 25   | 15   | 5    | 3    | 0    | 1    | －   | 121    | 47   | 181.1    | 50   | 2.48   |
| 2003 | 誠泰太陽 | 5    | 3    | 0    | 3    | 0    | 0    | 0    | －   | 8      | 6    | 19.2     | 13   | 5.95   |
| 合計 | 3年      | 52   | 43   | 27   | 11   | 4    | 0    | 2    | 0    | 181    | 83   | 308.2    | 88   | 2.57   |

## 特殊事蹟
- 1999年，為中信鯨隊隊史最後一位參加明星賽的外籍投手。

## 外部連結
- 凱文·亨索恩在台灣棒球維基館上的頁面（繁體中文）
- 凱文·亨索恩在中華職棒官網
- 凱文·亨索恩在Baseball-Reference.com（小聯盟以及海外聯盟）（英语）
- 凱文·亨索恩在The Baseball Cube（英语）

| 獎項        | 獎項                      | 獎項          |
| ----------- | ------------------------- | ------------- |
| 前任： 賈西 | 中華職棒防禦率王 1998年   | 繼任： 馬來寶 |
| 前任： 楓康 | 中華職棒勝投王 1999年     | 繼任： 楓康   |
| 前任： 楓康 | 中華職棒最佳十人獎 1999年 | 繼任： 楓康   |